# Kadeisha Buchanan
Kadeisha Buchanan (Toronto, 5 novembre 1995) è una calciatrice canadese, difensore del Chelsea e della nazionale canadese femminile.

## Carriera

### Calcio universitario
Kadeisha Buchanan ha giocato per la squadra di calcio femminile del West Virginia Mountaineers, la squadra universitaria dell'università della Virginia Occidentale, dal 2013 al 2016, mettendosi in mostra nei campionati universitari NCAA. Giocò in tutto 90 delle 91 partite disputate dalle Mountaineers nel corso dei quattro anni e nel 2016 vinse l'Hermann Trophy, assegnato ogni anno dal Missouri Athletic Club al miglior giocatore e alla migliore giocatrice dei campionati universitari statunitensi.
Nel corso dei quattro anni che passò in università, giocò anche alcune partite con delle formazioni canadesi: nel 2013 col Toronto Lady Lynx, partecipante alla United Soccer Leagues W-League e nel 2014 con l'Ottawa Fury sempre in W-League. Nel giugno 2016 giocò nel Vaughan Azzurri, partecipante al campionato di League1 Ontario, con l'obiettivo di prepararsi ai Giochi Olimpici di Rio 2016.

### Club

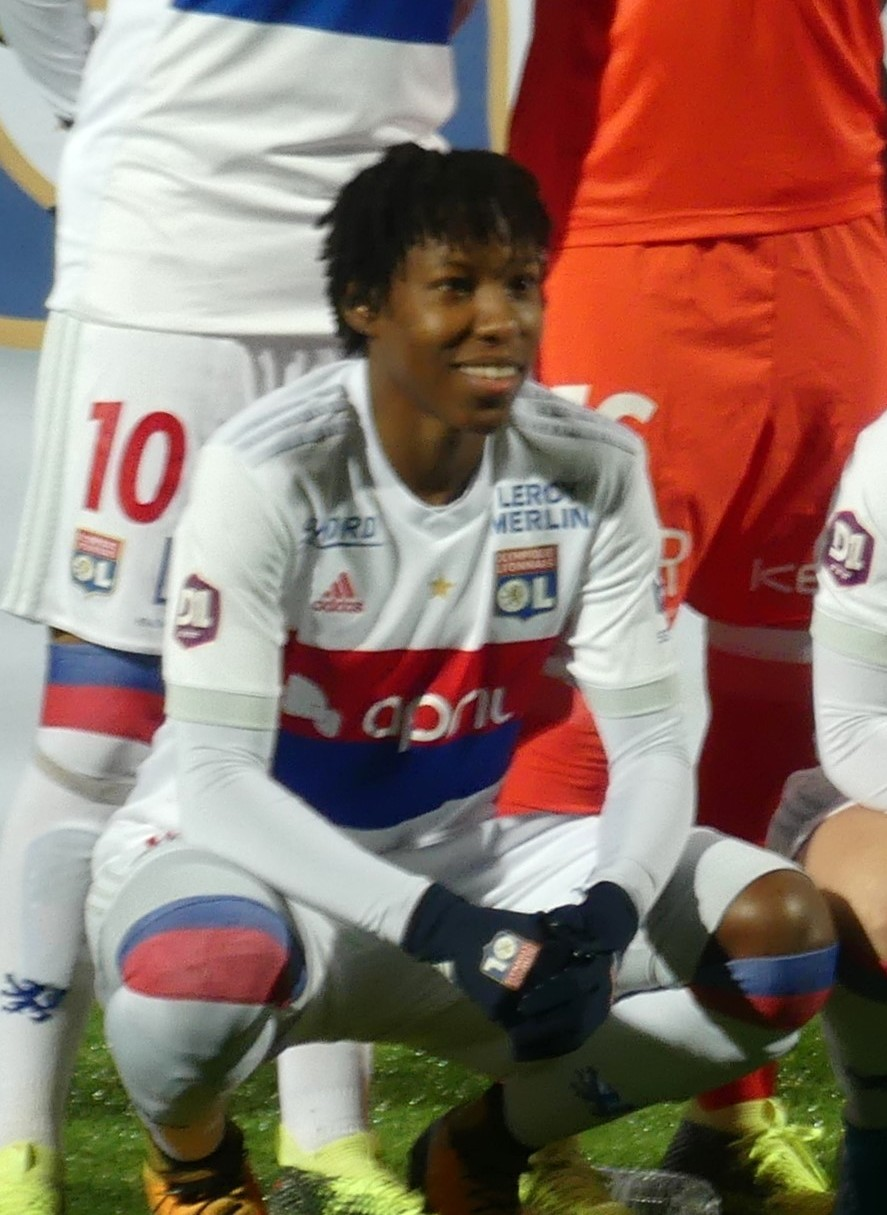
Kadeisha Buchanan con la maglia dell'Olympique Lione nel febbraio 2018.

Nel gennaio 2017 Buchanan decise di trasferirsi in Europa, firmando un contratto con l'Olympique Lione, plurititolata società di Lione, per giocare in Division 1 Féminine, massimo livello del campionato francese, e in UEFA Women's Champions League. Alla sua prima stagione con la squadra francese ottenne un treble campionato-coppa-Champions League. Il treble venne ripetuto anche nelle stagioni 2018-2019 e 2019-2020, mentre nella stagione 2017-2018 arrivò la vittoria del campionato francese e della Champions League.
Con la vittoria della Champions League nel 2017 Buchanan divenne la prima calciatrice canadese a vincere la massima competizione continentale europea, avendo la meglio sulla connazionale Ashley Lawrence, impegnata nella finale tra le file del Paris Saint-Germain. Per la stessa edizione della Champions League Buchanan venne inserita nella squadra della stagione.
Nell'estate 2022, dopo sei stagioni consecutive passate all'Olympique Lione, ha lasciato la Francia e si è trasferita al Chelsea per giocare nel campionato inglese.

### Nazionale

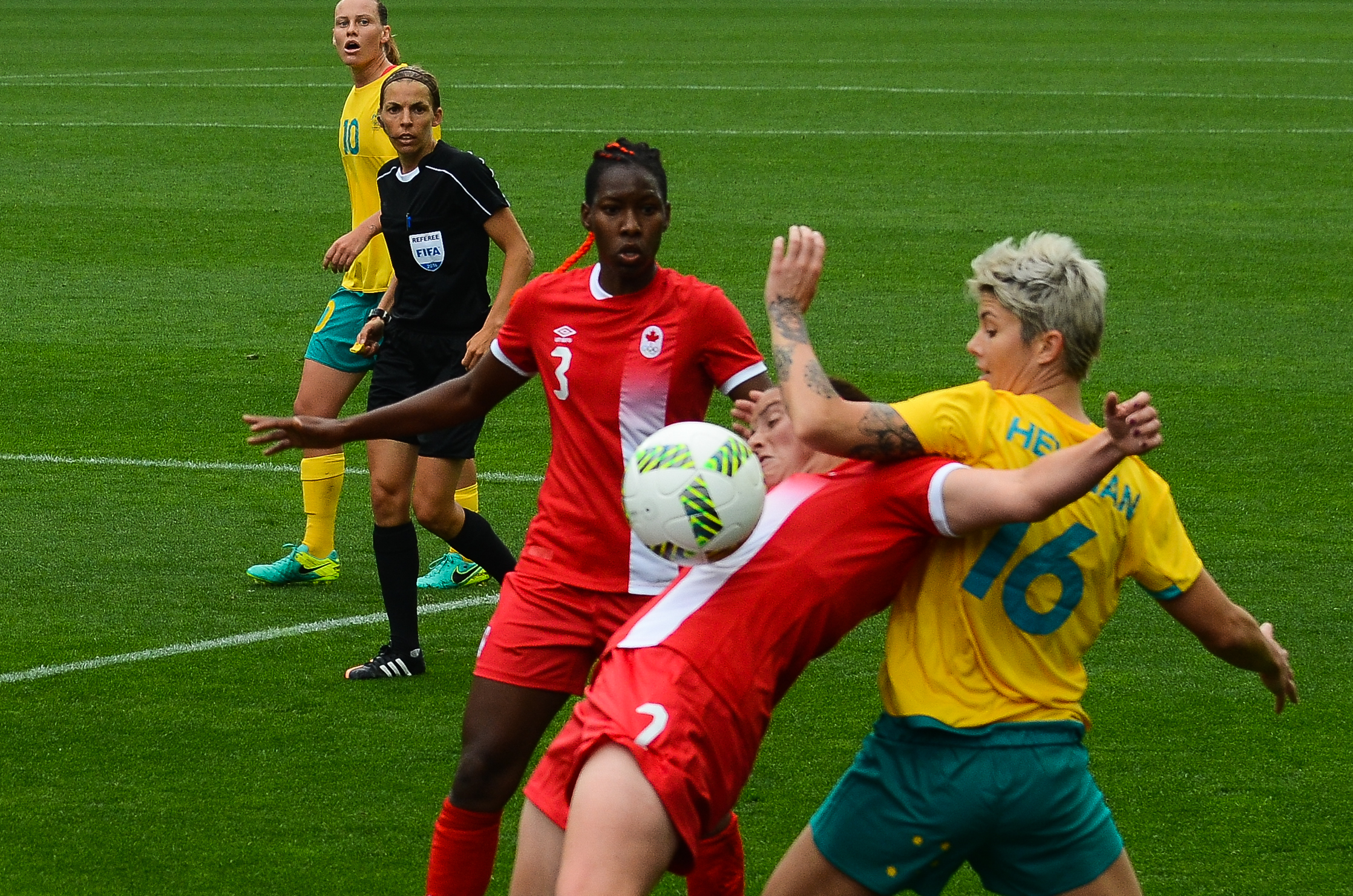
Kadeisha Buchanan in azione con la maglia della nazionale canadese contro l' durante i Giochi Olimpici di Rio 2016.

Kadeisha Buchanan ha fatto parte delle selezioni giovanili del Canada, giocando nove partite con la selezione Under-17 e quattro con la selezione Under-20. Venne convocata per la prima volta in una selezione giovanile della nazionale canadese nel 2010 quando aveva ancora 14 anni. Nel 2012 fece parte della selezione canadese Under-17 che prese parte al campionato nordamericano di categoria, organizzato nel Guatemala e concluso dal Canada al secondo posto. Grazie a questo risultato la selezione canadese guadagnò l'accesso al campionato mondiale Under-17, organizzato in Azerbaigian nello stesso 2012, e Buchanan venne convocata dal selezionatore Bryan Rosenfeld anche per questa manifestazione.
Buchanan venne convocata, ancora diciassettenne, per la prima volta nella nazionale maggiore del Canada nel gennaio 2013 in occasione dell'edizione 2013 del torneo delle quattro nazioni, organizzato in Cina, e facendo il suo debutto il 12 gennaio nella vittoria per 1-0 sulla Canada. Due mesi dopo venne convocata anche nella squadra nazionale canadese che partecipò alla Cyprus Cup 2013, che vide il Canada concludere al secondo posto. L'8 maggio 2014 Buchanan realizzò la sua prima rete in nazionale nel corso di un'amichevole, disputata a Winnipeg, contro gli Stati Uniti. Nell'agosto 2014 fece parte della anche della squadra nazionale Under-20 che partecipò al campionato mondiale 2014 di categoria.
Nel 2015 arrivò per Buchanan la consacrazione a livello internazionale. Venne inserita dal selezionatore John Herdman nella rosa della nazionale canadese che disputò il campionato mondiale 2015, organizzato proprio in Canada. Sebbene il Canada venne eliminato nei quarti di finale dall'Inghilterra, Buchanan venne premiata dalla FIFA come migliore giovane calciatrice della manifestazione. Successivamente, venne inserita nella squadra dell'anno 2015 dalla FIFPro, che per la prima volta comunicava la squadra femminile per l'anno trascorso. A fine anno venne premiata dalla federazione calcistica canadese come migliore calciatrice dell'anno. Venne anche inclusa nella lista finale per l'assegnazione del Pallone d'oro FIFA 2015.
All'inizio del 2016 Buchanan vinse il suo primo trofeo con la maglia della nazionale canadese, che conquistò l'Algarve Cup 2016 battendo in finale il Brasile per 2-1. Buchanan venne anche premiata come migliore giocatrice del torneo. Qualche mese dopo venne convocata da Herdman per la partecipazione al torneo femminile di calcio ai Giochi della XXXI Olimpiade a Rio de Janeiro. Il torneo vide le canadesi vincere la medaglia di bronzo olimpica, dopo aver sconfitto nella finale per il terzo posto il Brasile.
Buchanan venne nuovamente premiata dalla federazione canadese come migliore calciatrice dell'anno al termine del 2017. Nel 2019 arrivò anche la convocazione nella rosa del Canada che prese parte al campionato mondiale 2019, disputatosi in Francia. Il 9 febbraio 2020, scendendo in campo nella finale del torneo pre-olimpico CONCACAF, partita poi persa contro gli Stati Uniti, Buchanan marcò la sua centesima partita con la maglia della nazionale canadese. E a fine anno vinse per la terza volta in sei anni il premio della federazione canadese come migliore calciatrice dell'anno. Un mese dopo venne inserita nella squadra femminile CONCACAF del decennio 2011-2020 da parte della IFFHS.
Il 23 giugno 2021 arrivò anche la convocazione nella rosa della nazionale che ha partecipato al torneo femminile dei Giochi della XXXII Olimpiade. Giocò tutte le partite del torneo, che si concluse con la vittoria della medaglia d'oro olimpica. Nell'estate 2022 ha fatto parte della squadra canadese che ha perso la finale della CONCACAF Women's Championship 2022 contro gli Stati Uniti.

## Statistiche

### Presenze e reti nei club
Statistiche aggiornate al 21 maggio 2023.
| Stagione        | Squadra         | Campionato      | Campionato | Campionato | Coppe nazionali | Coppe nazionali | Coppe nazionali | Coppe internazionali | Coppe internazionali | Coppe internazionali | Altre coppe | Altre coppe | Altre coppe | Totale | Totale |
| Stagione        | Squadra         | Comp            | Pres       | Reti       | Comp            | Pres            | Reti            | Comp                 | Pres                 | Reti                 | Comp        | Pres        | Reti        | Pres   | Reti   |
| --------------- | --------------- | --------------- | ---------- | ---------- | --------------- | --------------- | --------------- | -------------------- | -------------------- | -------------------- | ----------- | ----------- | ----------- | ------ | ------ |
| 2016-2017       | Olympique Lione | D1              | 8          | 0          | CF              | 4               | 0               | UWCL                 | 5                    | 0                    | -           | -           | -           | 17     | 0      |
| 2017-2018       | Olympique Lione | D1              | 16         | 0          | CF              | 4               | 0               | UWCL                 | 4                    | 0                    | -           | -           | -           | 24     | 0      |
| 2018-2019       | Olympique Lione | D1              | 11         | 0          | CF              | 3               | 0               | UWCL                 | 0                    | 0                    | -           | -           | -           | 14     | 0      |
| 2019-2020       | Olympique Lione | D1              | 5          | 0          | CF              | 3               | 0               | UWCL                 | 7                    | 1                    | TC          | 0           | 0           | 15     | 1      |
| 2020-2021       | Olympique Lione | D1              | 20         | 4          | CF              | 1               | 0               | UWCL                 | 6                    | 0                    | -           | -           | -           | 27     | 4      |
| 2021-2022       | Olympique Lione | D1              | 18         | 1          | CF              | 2               | 0               | UWCL                 | 13                   | 2                    | -           | -           | -           | 33     | 3      |
| Totale O. Lione | Totale O. Lione | Totale O. Lione | 78         | 6          | -               | 17              | 0               | -                    | 35                   | 3                    | -           | 0           | 0           | 130    | 9      |
| 2022-2023       | Chelsea         | SL              | 16         | 0          | CI              | 2               | 0               | UWCL                 | 8                    | 0                    | CL          | 2           | 0           | 28     | 0      |
| 2023-2024       | Chelsea         | SL              | 7          | 1          | CI              | 2               | 0               | UWCL                 | 9                    | 0                    | CL          | 2           | 0           | 20     | 1      |
| 2024-2025       | Chelsea         | SL              | 5          | 0          | CI              | -               | -               | UWCL                 | 1                    | 0                    | CL          | -           | -           | 6      | 0      |
| Totale Chelsea  | Totale Chelsea  | Totale Chelsea  | 28         | 1          | -               | 4               | 0               | -                    | 18                   | 0                    | -           | 4           | 0           | 54     | 1      |
| Totale carriera | Totale carriera | Totale carriera | 106        | 7          | -               | 21              | 0               | -                    | 53                   | 3                    | -           | 4           | 0           | 184    | 10     |

## Palmarès

### Club

#### Competizioni nazionali
- Campionato francese: 4

Olympique Lione: 2016-2017, 2017-2018, 2018-2019, 2019-2020
- Coppa di Francia: 3

Olympique Lione: 2016-2017, 2018-2019, 2019-2020
- Trophée des Championnes: 1

Olympique Lione: 2019
- FA Women's Cup: 1

Chelsea: 2022-2023

#### Competizioni internazionali
- UEFA Women's Champions League: 5

Olympique Lione: 2016-2017, 2017-2018, 2018-2019, 2019-2020, 2021-2022

### Nazionale
- Torneo delle quattro nazioni: 1

2015
- Algarve Cup: 1

2016
- Bronzo olimpico: 1

Rio de Janeiro 2016
- Oro olimpico: 1

Tokyo 2020

### Individuale
- Calciatrice canadese dell'anno: 3

2015, 2017, 2020
- Miglior giovane calciatrice alla Coppa del Mondo FIFA: 1

2015
- Squadra dell'anno FIFPro: 1

2015
- Hermann Trophy: 1

2016
- Squadra femminile CONCACAF del decennio IFFHS: 1

2011-2020